# Willi Stanke
Willi Stanke (* 5. November 1907 in Kramsig, Posen; † 28. März 1982 in Marbella) war ein deutscher Bandleader, Komponist und Arrangeur.

## Leben und Wirken
Willi Stanke erhielt als Kind Geigen- und Klavier-Unterricht. Ab 1926 studierte er am Stern’schen Konservatorium Violine bei Alexander Petschnikoff und Musiktheorie bei Wilhelm Klatte. Ende 1929 schloss er das Studium ab. Anschließend studierte er an der Kapellmeisterschule bei Wilhelm Grosz und wirkte in dieser Zeit im Berliner Sinfonie-Orchester mit.
1935 gründete er ein eigenes Unterhaltungsorchester, mit dem er auch am Berliner Rundfunk spielte. Ab 1939 nahm er erste Schallplatten bei Tempo auf und 1942/43 mit seinem Orchester (u. a. mit Eberhard Schmidt-Schulz, Jean Robert, Primo Angeli, Meg Tevelian) 1942/43 für Columbia Records, meist Tanzmusik (Einen Gruß von Marie und Johanna), Schlager (Gib mir einen Kuß durchs Telefon) und auch Swing-orientierte Instrumental-Titel wie Große Eile. Um die amerikanischen Kompositionen und Arrangements vor der Reichsmusikkammer zu tarnen, brachte Stanke den Tiger Rag unter dem unverfänglichen Titel Schwarzer Panther als Schallplatte heraus, der sich nur in einigen Noten vom amerikanischen Original unterschied. Im Zweiten Weltkrieg arbeitete Stanke bei der Truppenbetreuung.

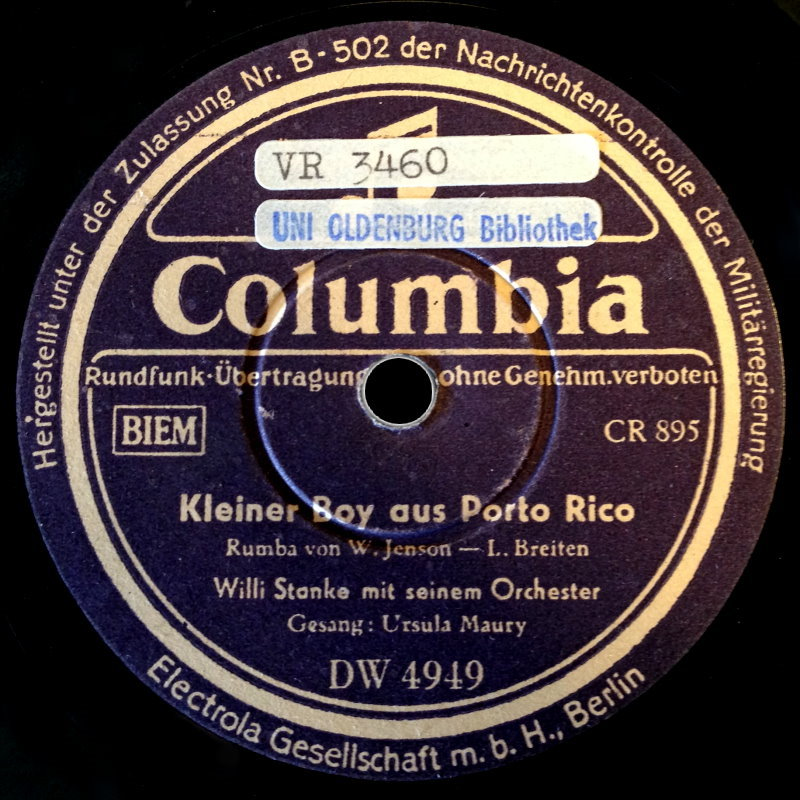
Kleiner Boy aus Porto Rico von Walter Jenson, Orchester Willi Stanke, Berlin 1948

In der Nachkriegszeit setzte Stanke seine Tätigkeit als Bandleader fort. Anfang 1948 hatte er ein Engagement beim Sender RIAS, 1947/48 entstanden weitere Aufnahmen für Columbia, meist Swingtitel wie der von Glenn Miller bekannte American Patrol, populäre Nummern wie Nobody’s Sweetheart oder auch Schlager wie Der Theodor im Fußballtor. In seiner Band spielten u. a. Hans Berry, Jean Orban, Macky Kasper, Franz Fijal-Lipinski, Teddy Lenz, Ilja Glusgal, Detlev Lais und Erwin Lehn. Im Bereich des Jazz war er zwischen 1942 und 1948 an acht Aufnahmesessions beteiligt. Er arbeitete auch mit Werner Schmah (Mit der Zeit lernst auch du es!. Columbia 4961). Im Mai 1950 erfolgen Aufnahmen für Elite. 1951 war Willi Stanke mit dem Großen Tanz-Streichorchester auf Odeon zu hören.
In den 1950er-Jahren nahm er für Amiga, Telefunken und Decca Records Schlager und Unterhaltungsmusik auf wie Kleine Jeanne aus Lausanne (mit Klaus Gross; Amiga 50-512), Du hast ja Tränen in den Occhi (# 50-486) mit Werner Schmah, Unsere Kleine Welt (# 50-586) und Weißer Holunder (Telefunken 11835) mit Gitta Lind, Die Mädels von der Donau (Decca D 18843) mit den Geschwistern Hofmann, Tammy / Melodie d’amour (Decca D 1957) mit Lys Assia oder Mein Herz träumt von der Liebe (# 50-496). Er schrieb auch einige Schlager wie Wann kommst du wieder? und Nie warst du so schön. Ferner schrieb er den Liedtext von Wunderland bei Nacht.
Sein Titel Durch die Nacht klingt ein Lied war Bestandteil des Soundtracks der Filmbiografie Sophie Scholl – Die letzten Tage.
Willi Stanke starb 1982 im Alter von 74 Jahren in Marbella. Sein Grab befindet sich auf dem Waldfriedhof Dahlem in Berlin.

## Diskographische Hinweise
- Willi Stanke & Orchester: Die Berliner Columbia Aufnahmen 1942–47 (Bear Family Records, ed. 2000)